# Hamarsfjörður
Le Hamarsfjörður est un fjord et une lagune peu profonde dans l'est de l'Islande entre Melrakknes et Búlandsnes. Au sud du fjord se trouve l'Álftafjordur et à l'est le Berufjörður. Un banc de sable ferme l'Álftafjordur et le Hamarsfjordur. À l'intérieur des terres, le fleuve côtier Hamarsá coule dans la vallée de Hamarsdalur pour se jeter dans le fjord.

## Lieux historiques
La plus ancienne pièce de monnaie jamais trouvée en Islande a été découverte à Bragðavellir, une ville du Hamarsfjörður dans le hreppur ou district de Djúpivogur. Il s'agit d'une pièce de cuivre romaine frappée dans la ville de Cyzique en Asie Mineure entre 270 et 275, régne d'Aurélien. Elle a été trouvée dans les ruines d'une maison à Bragðavellir en 1933. En 1905, une autre pièce légèrement plus récente car datant de 276-282, règne de Probus, y avait été découverte, frappée, elle, à Rome. Aucune recherche archéologique n'a jamais été menée sur le site et il est donc difficile de savoir comment ces pièces sont arrivées là. Cependant, d'après d'autres artefacts découverts à Bragðavellir, on peut supposer que les ruines sont beaucoup plus récentes que les pièces de monnaie, datant de l'ère viking ou postérieurement à celle-ci. Les débats entre chercheurs concernant ces pièces ont longuement duré et il a été supposé entre autres que les Romains avaient atteint l'Islande, que ces pièces avaient été apportées par les papar, ou qu'elles étaient arrivées pendant l'ère viking.
Le Djáknadys est un cairn juste en dessous de la route principale. On raconte que le diacre local et le prêtre de Háls s'y sont rencontrés et qu'une dispute a éclaté entre eux, laquelle s'est terminée par un combat fatal aux deux protagonistes. Ils sont censés être enterrés à cet endroit, et ceux qui y passent pour la première fois sont censés jeter une pierre sur le cairn afin que le voyage se déroule sans incident.
Le Valtýskambur est un groupe de rochers du Hamarsfjörður du nom d'un homme nommé Valtýr ayant été condamné à mort pour vol de moutons. Il aurait eu la possibilité de sauver sa vie en se tenant sur la tête au sommet du Valtýskambur pendant la messe et y aurait réussi.
La Strýta est une ferme abandonnée du Hamarsfjörður. Les artistes Ríkarður Jónsson, sculpteur, et Finnur Jónsson, peintre, y sont nés. Le musée Ríkarður Jónsson est situé à Lángabúð.